# McFarlane Strait
Die McFarlane Strait ist eine Meerenge zwischen der Livingston-Insel und Greenwich Island im Archipel der Südlichen Shetlandinseln. Ihre Einfahrt im Nordwesten liegt zwischen dem Williams Point und dem Duff Point, diejenige im Südosten zwischen dem Renier Point und dem Ephraim Bluff.
Der Name dieses Wasserwegs erscheint erstmals 1822 auf einer Karte des britischen Robbenfängerkapitäns George Powell (1794–1824). Namensgeber ist mit hoher Wahrscheinlichkeit der aus Glasgow stammende Kapitän Andrew McFarlane (1780–unbekannt), der wie Powell zu den frühen Robbenjägern in den Gewässern um die Südlichen Shetlandinseln gehört.